# Милилани (Хаваји)
Милилани (енгл. Mililani) насељено је место за статистичке потребе у америчкој савезној држави Хаваји. По попису становништва из 2020. у њему је живело 48.668 становника.

## Демографија
Према попису становништва из 2010. у граду је живело 27.629 становника, што је 979 (3,4%) становника мање него 2000. године.
| Група             | 2000.          | 2010.          |
| Белци             | 5.483 (19,2%)  | 4.304 (15,6%)  |
| Афроамериканци    | 879 (3,1%)     | 566 (2,0%)     |
| Азијати           | 13.426 (46,9%) | 12.761 (46,2%) |
| Хиспаноамериканци | 2.222 (7,8%)   | 2.559 (9,3%)   |
| Укупно            | 28.608         | 27.629         |